# Xuan Bello
Xuan Bello Fernández, más conocido como Xuan Bello (Paniceros, Tineo, Asturias, 1965 - Oviedo, 29 de julio de 2025) fue un escritor español que desarrolló su obra literaria en lengua asturiana. Fue reconocido con el premio Ramón Gómez de la Serna y el Premio Nacional de Literatura Asturiana.

## Biografía
Xuan Bello nació en Paniceros, Tineo, en 1965, aunque se trasladó a vivir a Tudela Veguín y, más tarde, a Oviedo. En esta ciudad, en la Facultad de Filología y en la tertulia Oliver coincide con escritores como Antón García, José Luis García Martín, Víctor Botas, Berta Piñán, Fonsu Velázquez, Ignaciu Llope o José Luis Piquero.
En 1982, con apenas 16 años publicó su primer libro de poemas, escrito en asturiano occidental, Nel cuartu mariellu. Su trabajo poético, aparte de los poemas y versiones publicadas en revistas universitarias y en Lletres asturianes, siguió con El llibru de les cenices (1988), Los nomes de la tierra (1991), El llibru vieyu, con el que obtuvo el premio Teodoro Cuesta de poesía en 1993, y Los Caminos Secretos (1996). En 1999 se publicó una antología bilingüe (asturiano-castellano) de su poesía, con el título de La Vida Perdida.
Xuan Bello fue uno de los principales animadores de la literatura asturiana, gracias a sus traducciones, especialmente de autores portugueses, o a las colaboraciones en revistas como Clarín, Adréi y Zimbru, siendo cofundador de las dos últimas con Berta Piñán y Esther Prieto respectivamente. También ha publicado en los diarios La Nueva España y El Comercio y en el semanario Les Noticies, del que fue director ocho años. En 2005 fue responsable de la organización de la Xunta d’Escritores Asturianos. 
Sin embargo, la fama literaria le llegó gracias a la traducción al castellano de su propio Hestoria Universal de Paniceiros, que recibió el premio Ramón Gómez de la Serna y se convirtió en uno de los libros más destacados por los críticos españoles del año 2003. Otros libros suyos, a caballo entre el ensayo y el relato, son Pantasmes, mundos, laberintos (1996), La memoria del mundu (1998), Meditaciones nel desiertu (2003), Los Cuarteles de la memoria (2003), La nieve y otros complementos circunstanciales (2007) y Al Dios del llugar (2007).
Recibió en el año 2009 el Premio de la Crítica RPA por su libro de poesía bilingüe Ambos Mundos. En el 2017 fue merecedor del Premio Nacional de Literatura Asturiana en su primera edición por la "extraordinaria calidad y relevancia de su trayectoria literaria (que combina poesía y narrativa), que viene jugando un papel fundamental en la dignificación y visualización de la literatura asturiana y de la propia lengua, así como debido a la proyección estatal e internacional que alcanza su obra con numerosas traducciones en diferentes idiomas".
En 2018 obtuvo el premio Teodoro Cuesta por su poemario Les isles inciertes, publicado dos años después.

## Obra

### Poesía
- Nel cuartu mariellu (1982).
- Llibru de les cenices (1988).
- El llibru vieyu (1994).
- Los caminos secretos (1996).
- La vida perdida (1999). Antología bilingüe de su poesía.
- Ambos mundos. Poesía 1988-2009 (2010). Antología billingüe de su poesía.
- El llibru nuevu (2017).
- Les isles inciertes (2020). Premio Teodoro Cuesta.

### Ensayo
- Como facer L’Habana ensin salir d’Asturies (1998)
- Ríu arriba (1998).
- La bola infinita (2000).

### Narrativa
- Pantasmes mundos, laberintos (1996). Historia apócrifa de la literatura asturiana.
- La memoria del mundu (1998).
- Hestoria universal de Paniceiros (2002)
- Los cuarteles de la memoria (2003).
- Meditaciones nel desiertu (2003). Mezcla de diario y ficción.
- La nieve y otros complementos circunstanciales (2007). Traducido al castellano (2012).
- Al dios del llugar (2007). Traducido al castellano.
- La hestoria tapecida (2007).
- La confesión xeneral (2009).
- Unas poucas cousas guapas (2010). Traducido al castellano (2015).

### Infantil
- El nuberu ye bona xente (2003).

### Traducciones
- José Luis Olaizola : Bibiana y el so mundu (1989).
- Álvaro de Campos (heterónimo de Fernando Pessoa): Estancu y otros poemes (1989).
- Robert Louis Stevenson : El casu raru del dr. Jeckyll y mr. Hyde (1995).
- Arthur Conan Doyle: Tres aventures de Sherlock Holmes (1995).
- Álvaro Cunqueiro: Escuela de melecineros y fábula de varia xente (1997).
- Jaume Cela: Silenciu nel corazón.
- Sieglu XX cambalache (versiones de Kipling, Pound, Ungaretti, Auden, Ferrater, Elitis, de Sena, Pavese...).
- Alfonso Daniel Rodríguez Castelao : Coses (2000).
- Jordi Sierra i Fabra: Nun llugar que llamen guerra (2002).
- Colección d'identidaes (2010). Versiones de Carl Sandburg, Tonino Guerra, Adam Zagajewski, Vladimirr Holan, William Heinesen, Anna Akmátova, Mary Oliver, Ángel González...

### Otros
- Alfaya (en colaboración con Berta Piñán 1989). Material didáctico.
- L’alborá de los malvises (1999). Edición crítica de la obra de Constantino Cabal.
- El sentimientu de la tierra (1999). Antología de la literatura asturiana contemporánea.